# أسماء حمزة
أسماء حمزة بشير (1936- 2018) ملحنة وعازفة عود سودانية تعد من أوائل النساء اللائي عملن في مجال العزف والتلحين على مستوى أفريقيا والوطن العربي، في زمن كان هذا المجال حكراً على الرجال، لُقّبت بعاشقة الست أم كلثوم و أميرة العود.

## الميلاد والنشأة
ولدت أسماء في حلفاية الملوك في السودان في عام 1936، وهي وحيدة والديها ولها كذلك بنت واحدة اسمها (وفاق)، ولها حفيدتين. كانت تتمنى أن تكون طبيبة أو مغنية ولكن ولدت بمرض في حبالها الصوتية منعها من أن تكون مغنية، وساعدها والدها في أن اشترى لها عود لتعزف به بعد أن سمعها تصدر صفيراً جميلاً. تأثرت بالفنانين المصريين مثل أم كلثوم، و محمد عبد الوهاب، و عبد الحليم حافظ، و شادية. ومن الذين تتلمذوا على يديها الموسيقار والعازف السوداني الشهير بشير عباس.

## الرحلة مع العود والتلحين
بدأت أسماء رحلتها مع عزف العود عام 1948 وأول أغنية لحّنتها هي أغنية "يا عيوني" من ديوان "الملاح التائه" للشاعر المصري علي محمود طه في عام 1956، ثم بدأت العمل في سلاح الموسيقى السودانية عام 1982، وأول عمل اشتهرت به كملحنة هو تلحينها لأغنية "الزمن الطيب" للشاعر السوداني سيف الدين الدسوقي وقامت بغنائها المطربة السودانية سمية حسن وكان ذلك عام 1983. لحّنت أيضًا ملحمة عَزة وعِزة.

## من الفنانين الذين تعاملت معهم
- عبد الكريم الكابلي
- محمد ميرغني
- هشام درماس
- سمية حسن
- عابدة الشيخ[4]

## تكريم
- في 17 يوليو/تموز 1997، كانت أسماء من بين الفائزين في مسابقة ليلة القدر الكبرى للموسيقى في السودان.[2][3]
- في 17 يوليو/ تموز 2022، احتفى محرك البحث غوغل بأسماء حمزة وخصّص لها رسمةً تُجسّدها وهي تعزف على آلة العود متصدرة الصفحة الرئيسية لغوغل وتخصيص صفحة معلومات عنها. [2][3][4]

## الوفاة
توفيت أسماء حمزة في 21 مايو 2018 عن عمر ناهز الثانية والثمانين.